# Antony Béla
Porubkai Antony Béla (Keszeg, 1826. április 8. – Balassagyarmat, 1902. február 4.) birtokos, köztisztviselő, az 1848–49-es forradalom és szabadságharc századosa.

## Élete
A Nógrád vármegyei Keszegen született Antony Iván birtokos és Paksy Anna fiaként katolikus, köznemesi családba. Jogot végzett, majd Balassagyarmaton vármegyei írnok lett. Ekkor tört ki a forradalom, melynek csapataihoz önkéntesként csatlakozott.
1848. október 10-én a gr. Buttler vezette 18. számú honvédzászlóalj hadnagyává nevezték ki, majd alakulata decemberben átszámozás után az 54. számot kapta. Előbb a fel-dunai seregben, majd 1849 januárjától a Központi Mozgó Seregben és a II. hadtestben szolgált. Márciusban főhadnaggyá lépett elő, e minőségében küzdötte végig a tavaszi hadjáratot. A Vág menti hadjárat során századossá lépett elő, majd július 19-én áthelyezték a 61. számú zászlóaljhoz, ahol az 1. század századosa lett. Ekkor a komáromi várőrségnél szolgált, és a vár feladásakor fejezte be katonai pályafutását.
A szabadságharc után az 1850-es években balassagyarmati birtokain gazdálkodott, de később visszatért a közéletbe. 1861-ben lett vármegyei esküdt, majd 1867-ben allevéltárnokká választották. Törvényszéki jegyzőként vonult nyugalomba, 1902-ben érte a halál.

### Családja
Feleségül vette nógrádi Horváth Petronellát (1826–?), két gyermekük ismeretes: Kázmér Béla János (1864–?) és Mária Albertina (1869–?), azaz Morvay Károlyné.